# Cercospora erythrinae
Cercospora erythrinae är en svampart som beskrevs av Ellis & Everh. 1887. Cercospora erythrinae ingår i släktet Cercospora och familjen Mycosphaerellaceae.   Inga underarter finns listade i Catalogue of Life.